# IC 3288
IC 3288 је елиптична галаксија у сазвјежђу Береникина коса која се налази на листи објеката дубоког неба у Индекс каталогу.
Деклинација објекта је + 24° 56' 57" а ректасцензија 12h 24m 39,3s. Привидна величина (магнитуда) објекта IC 3288 износи 15,5 а фотографска магнитуда 16,5.